# 5188 Paine
5188 Paine este un asteroid din centura principală de asteroizi.

## Descriere
5188 Paine este un asteroid din centura principală de asteroizi. A fost descoperit pe 15 octombrie 1990 la Observatorul Palomar de Eleanor Francis Helin. Asteroidul prezintă o orbită caracterizată de o semiaxă mare de 2,58 ua, o excentricitate de 0,14 și o înclinație de 13,5° în raport cu ecliptica.